# جامعة نيقولا كوزاني
جامعة نيكولاس دي كوسا في روما (بالإيطالية: Università degli Studi Niccolò Cusano)‏ هي جامعة إيطالية خاصة تم تأسسيها عام 2006 من قبل ستيفانو بانديتشي. تحمل الجامعة اسم الفيلسوف وعالم الإلهيات والفلك ومن الممهدين لإنسانية النهضة نيقولا كوزاني. يقع حرمها الجامعي في روما في شارع دون كارلو جنوكتشي. لها العديد من المكاتب في شتى أنحاء العالم. تنقسم الجامعة إلى ست كليات وهم كلية الحقوق وكلية العلوم السياسية وكلية العلوم الاقتصادية وكلية التربية وكلية الهندسة وكلية علم النفس. لدى الجامعة عدة شراكات أكاديمية مع الجامعة الاتحادية دي ميناس جيرايس في البرازيل وجامعة التجارة الخارجية في فيتنام.